# Temple Grandin

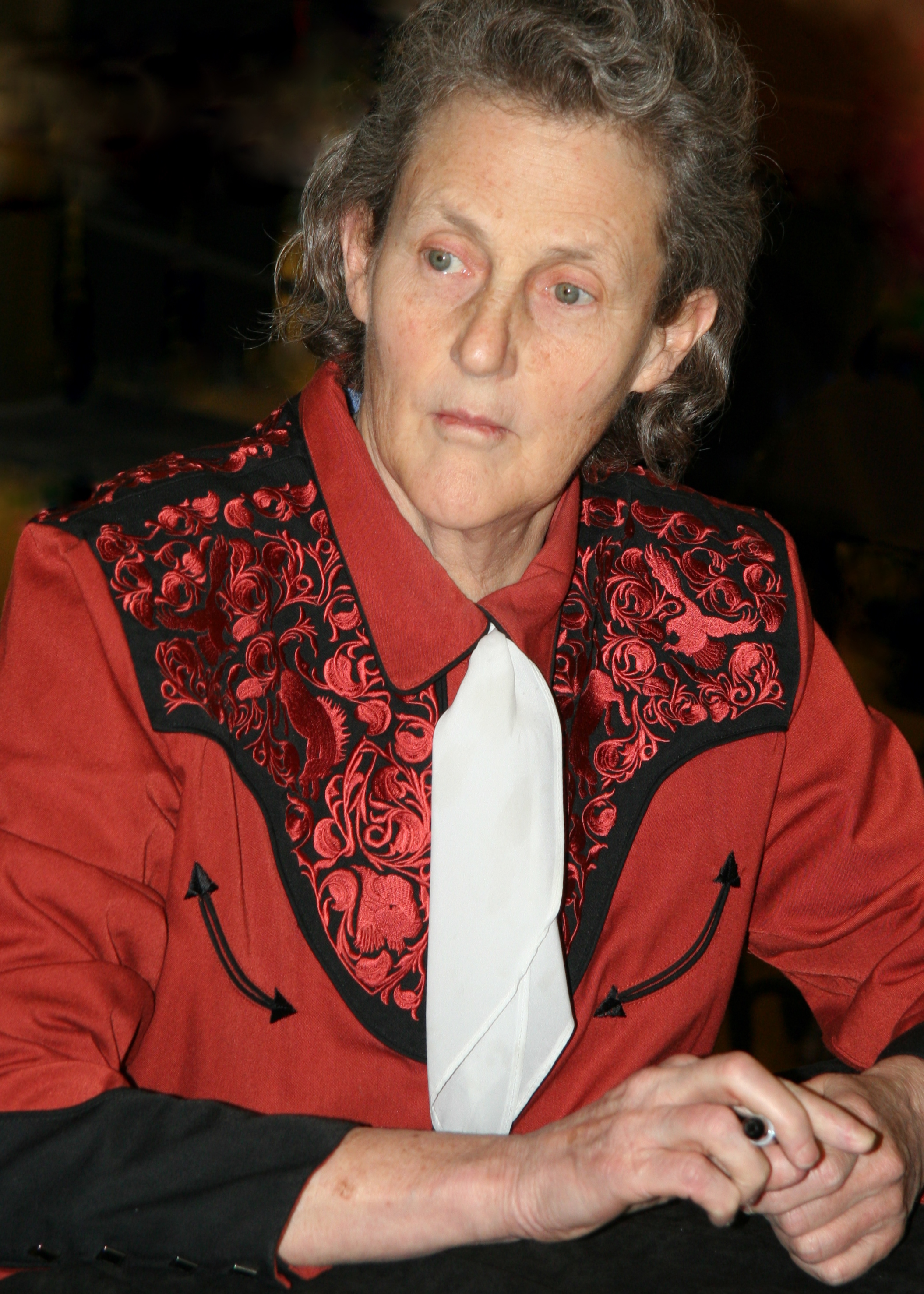
Temple Grandin (2011)

Mary Temple Grandin (* 29. August 1947 in Boston) ist die führende US-amerikanische Spezialistin für den Entwurf von Anlagen für die kommerzielle Viehhaltung. Sie ist Dozentin für Tierwissenschaften an der Colorado State University in Fort Collins und Autistin.

## Leben
Als Temple Grandin zwei Jahre alt war, wurde bei ihr ein „Hirnschaden“ diagnostiziert. Sie sprach bis zum Alter von dreieinhalb Jahren nicht und zeigte noch andere Verhaltensauffälligkeiten wie heftige Wutausbrüche und langes Betrachten von Details an Gegenständen. Ihre Eltern missachteten den Rat der Ärzte, sie in ein Heim zu geben, und förderten sie von da an intensiv, indem sie an ihre Interessen und Neigungen anknüpften. Grandin wurde von einem sprachheilpädagogischen Kindergarten aufgenommen. Eine Nanny sorgte für die ersten Schritte zur Kommunikation mit anderen Kindern. Danach besuchte sie eine Reihe von Privatschulen. Diese Förderung ermöglichte es ihr, experimentelle Psychologie zu studieren und an der Universität von Illinois (Urbana) eine Doktorarbeit im Fach Tierwissenschaften zu schreiben.
Seit 1990 lehrt sie dieses Fach an der Colorado State University in Fort Collins. Dort betrieb sie auch die von ihr in den 1980er-Jahren entwickelten „Grandin Livestock Systems“ (Grandin-Viehhaltungsmethoden). Ihr mühsam erlernter Wortschatz, den sie sich nach eigener Aussage wie eine Fremdsprache aneignen musste, ist heute so umfangreich, dass sie problemlos humorvolle, mehrstündige Vorlesungen halten kann.
Während einer Autofahrt mit ihrer Tante hatte sie zufällig eine entscheidende Beobachtung am Straßenrand gemacht: Rinder in einer Pressmaschine, damit diese geimpft werden konnten.

„Ich war völlig fasziniert von dem Anblick der in diese Maschine gepferchten Tiere. Man sollte meinen, daß die Rinder panisch reagieren, wenn sie so in die Zange genommen werden, doch das Gegenteil ist der Fall. Sie werden plötzlich ganz ruhig. Das ist gar nicht so unlogisch, wenn man bedenkt, daß starker Druck äußerst beruhigend wirkt. Aus demselben Grund empfinden wir auch Massagen als angenehm. Der Fang- und Behandlungsstand gibt den Rindern höchstwahrscheinlich das Gefühl, das sonst nur Neugeborene haben, wenn man sie wickelt. Oder Taucher unter Wasser. Sie mögen das. Noch während ich die Rinder betrachtete, wurde mir klar, daß ich auch sowas brauchte. Als ich im Herbst auf das Internat zurückkehrte, half mir ein Lehrer, für mich einen „Behandlungsstand“ zu bauen. Ich kaufte mir einen Kompressor und benutzte Sperrholzplatten für die V-Struktur. Die so entstandene squeeze machine funktionierte tadellos. Wenn ich in meine squeeze machine ging, beruhigte ich mich sofort. Ich benutze sie heute noch. Dank ihr und der Pferde überlebte ich die Pubertät.“

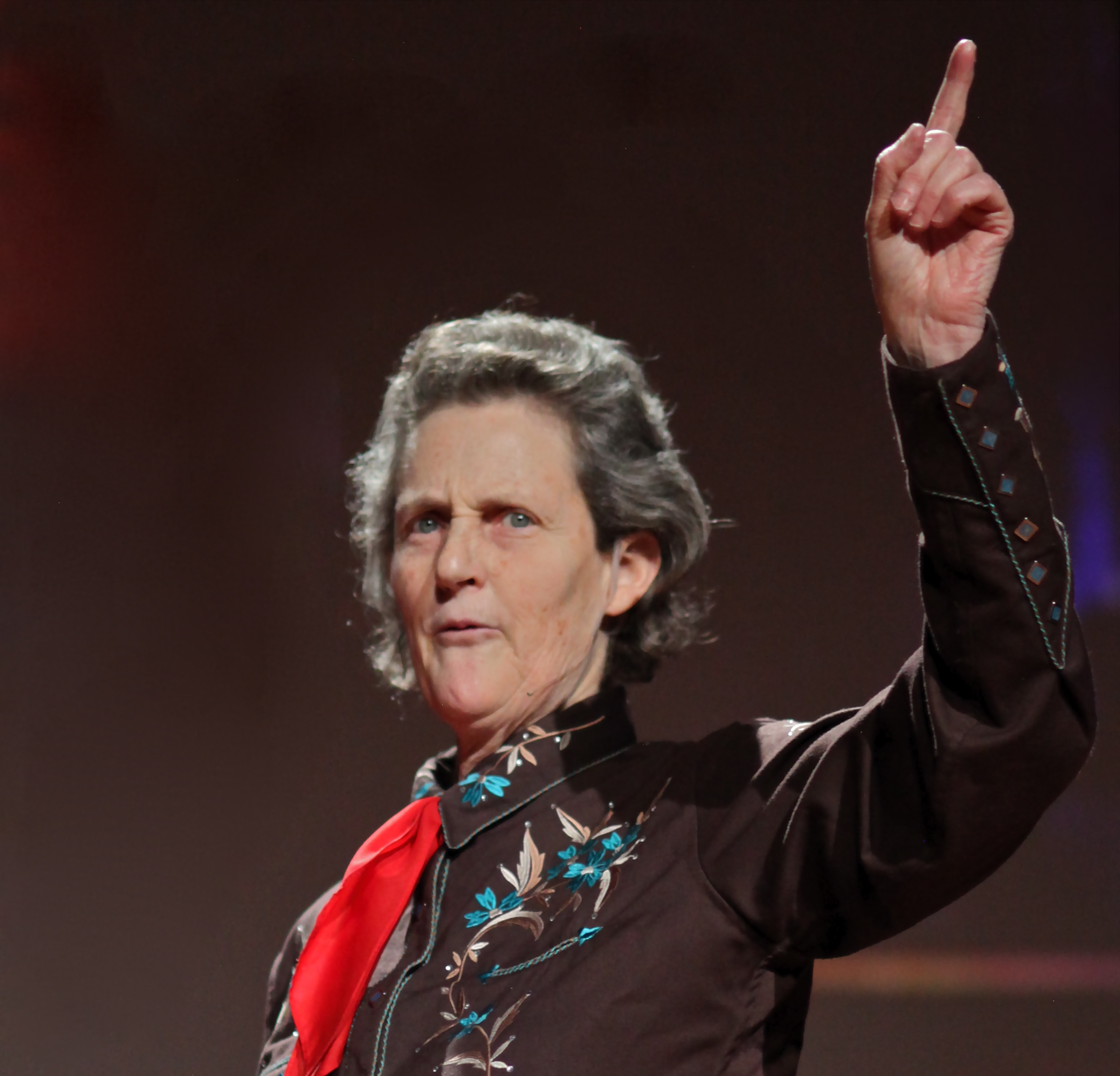
Temple Grandin (2010)

Da Grandin in ihrer Kindheit allzu intensive Berührungen nicht vertragen konnte, kombinierte sie diese Erfahrung mit den von ihr entwickelten Viehhaltungsmethoden und baute zunächst für sich selbst eine spezielle, bettähnliche „Berührungsmaschine“ mit seitlichen, gepolsterten Platten, deren Anpressdruck die zu therapierende Person mittels einer Steuerung durch mehrere Antriebe hinter den Platten selbst bestimmen kann. Diese Maschine half ihr zunächst selbst, die ihr unangenehme Reizüberflutung zu vermindern, und sie wird heute auch bei anderen Autisten zu diesem Zweck eingesetzt.
Temple Grandin gilt gleichermaßen als Expertin auf dem Gebiet der Verhaltensbiologie der Nutztiere wie auf dem Gebiet des Autismus. Das Denken in Bildern und die größere sensorische Empfindsamkeit unterscheidet für sie Autisten von Nicht-Autisten. Die für Viehzüchter, Viehschlachtereien und Viehhalter oft überraschenden panischen Reaktionen von Tieren fasst sie als Hinweis darauf auf, dass auch Tiere eine vergleichbar ausgeprägte sensorische Disposition haben und möglicherweise in Bildern denken. Diese Schlussfolgerungen setzt sie u. a. durch den Bau von Viehhaltungs- und -transportanlagen um (vergl. Klauenstand). Ihre Anlagen veränderten das Verhalten der Tiere derart positiv, dass gefährliche Situationen und Unfälle mit Menschen und Tieren deutlich zurückgingen.
Der Neurologe Oliver Sacks griff 1995 die Selbstbeschreibung Grandins während eines Gesprächs mit ihr auf und schilderte in Eine Anthropologin auf dem Mars (im Original: An Anthropologist On Mars: Seven Paradoxical Tales.) am Beispiel von Temple Grandin das Leben mit Autismus.

## Ehrungen

### Auszeichnungen
- 2010: Das Time Magazine führt sie als eine der 100 einflussreichsten Personen auf.[8]

- 2012: Aufnahme in die Colorado Women’s Hall of Fame[9]

- 2015: Verleihung des Meritorious Achievement Award der Weltorganisation für Tiergesundheit (OIE).[10]

- 2016: Wahl zum Mitglied der American Academy of Arts and Sciences[11]
- 2017: Aufnahme in die National Women’s Hall of Fame[12]

### Skulptur
- Bronze-Skulptur von David Anderson im Animal Science Building der Colorado State University, eingeweiht 2021[13][14]

### Einrichtungen
- Temple Grandin School (TGS)[15] – Hochschule in Boulder im US-amerikanischen Bundesstaat Colorado, gegründet 2011, Boulder, CO 80301, 3131 Indian Road
- Temple-Grandin-Schule[16] – Ganztagsschule in offener Form für jahrgangsübergreifende Lerngruppen 1–3, 4–6 und sonderpädagogische Kleinklassen im gebundenen Ganztag. Die Schule in Berlin-Friedrichshain, Lasdehner Straße 19 hat einen inklusiven Grundschulteil und Kleinklassen für autistische Kinder sowie eine integrierte Sekundarstufe für autistische Schüler. Den Namen Temple Grandin führt die Schule seit 2017. In der Marchlewskistraße 25d befindet sich ein Nebengebäude der Schule, in der Kinder im Autismusspektrum lernen.[17]

## Film
Im Jahr 2010 wurde ihr Leben unter dem Titel Du gehst nicht allein (Originaltitel: Temple Grandin) mit Claire Danes in der Hauptrolle für HBO verfilmt. Diese Produktion wurde mit einer Reihe von Fernsehpreisen ausgezeichnet, darunter mehreren Emmys, zwei Satellite Awards sowie einem Golden Globe, Screen Actors Guild Award und Peabody Award.

## Schriften (Auswahl)
- mit Margaret M. Scariano: Durch die gläserne Tür. Lebensbericht einer Autistin. dtv, München 1994, ISBN 3-423-30393-X.
- „Ich bin die Anthropologin auf dem Mars“. Mein Leben als Autistin. Droemer Knaur, München 1997, ISBN 3-426-77288-4.
- mit Catherine Johnson: Ich sehe die Welt wie ein frohes Tier. Ullstein, München 2005, ISBN 3-550-07622-3.
- mit  Chantal Sicile-Kira: Adolescents on the Autism Spectrum: A Parent's Guide to the Cognitive, Social, Physical, and Transition Needs of Teenagers with Autism Spectrum Disorders. TarcherPerigee. 2006, ISBN 978-0-399-53236-8.
- Thinking in Pictures. Bloomsbury Publishing. 2006, ISBN 978-0-7475-8532-9.
- mit  Catherine Johnson: Animals in Translation: Using the Mysteries of Autism to Decode Animal Behavior.   Scribner; Classic Edition. 2010, ISBN 978-1-4391-8710-4.
- mit Rudy Simone: Asperger's on the Job: Must-Have Advice for People with Asperger's or High Functioning Autism and their Employers, Educators, and Advocates. Future Horizons. 2010, ISBN 978-1-935274-09-4.
- mit  Chantal Sicile-Kira, Jeremy Sicile-Kira: A Full Life with Autism: From Learning to Forming Relationships to Achieving Independence.   ST MARTINS PR 3PL. 2012, ISBN 978-0-230-11246-9.
- mit Sean Barron, Veronica Zysk: Unwritten Rules of Social Relationships: Decoding Social Mysteries Through the Unique Perspectives of Autism: New Edition with Author Updates. Future Horizons. 2017, ISBN 978-1-941765-38-8.
- The Way I See It: 5th Edition: Revised & Expanded. Future Horizons. 2020, ISBN 978-1-949177-31-2.
- The Outdoor Scientist: The Wonder of Observing the Natural World. Philomel Books. 2021, ISBN 978-0-593-11555-8.
- Visual Thinking: The Hidden Gift of People Who Think in Pictures, Patterns and Abstractions. Riverhead Books. 2022, ISBN 978-0-593-41836-9.

## Dokumentationen
- Petra Höfer, Freddie Röckenhaus: Expedition ins Gehirn. Eine Reise in die mysteriöse Welt der Superbegabten in drei Teilen (ARTE und Radio Bremen, 2006, 156 Minuten) zu den Themen Gehirn (E-Hirn, S-Hirn), Savant und Autismus. DVD: ISBN 3-8058-3772-0

## Belege
1. ↑  Biography: Temple Grandin Ph.D. Abgerufen am 20. Juni 2024.
2. ↑  Grandin Livestock Handling Systems. (Memento vom 3. Juni 2013 im Internet Archive).
3. ↑  Ich sehe die Welt wie ein frohes Tier. ISBN 3-550-07622-3
4. ↑  Koen de Greef: Temple grandin squeeze machine | autism adhd | squease. In: Squeasewear DE. Abgerufen am 9. April 2022 (deutsch).
5. ↑  Autism, PDD-NOS & Asperger's fact sheets | Temple Grandin's 'hug machine'. Abgerufen am 20. Juni 2024.
6. ↑  Temple Grandin: Thinking in Pictures. Vintage 1996, da vor allem Kapitel 1, 3 und 8.
7. ↑  „‚Einfache, starke, universelle‘ Gefühle könne sie verstehen, erklärte sie mir, doch die komplexen Empfindungen und Spiele der Menschen brächten sie in Verlegenheit. ‚Die meiste Zeit‘, sagte sie, ‚fühle ich mich wie eine Anthropologin auf dem Mars.‘“ Zitiert aus: Oliver Sacks: Eine Anthropologin auf dem Mars. Rowohlt, ¹1995, S. 358
8. ↑  Marc Hauser: Heroes: Temple Grandin. In: Time, 29. April 2010.
9. ↑  Temple Grandin, PhD. Abgerufen am 20. Juni 2024 (amerikanisches Englisch).
10. ↑  The World Organisation for Animal Health (OIE). 24. Mai 2015.
11. ↑  M. Temple Grandin | American Academy of Arts and Sciences. 30. Mai 2024, abgerufen am 20. Juni 2024 (englisch).
12. ↑  Jennifer Dimas: Temple Grandin named to the National Women’s Hall of Fame. Colorado State University, College News vom 10..Februar 2017.
13. ↑  Stacy Nick: Temple Grandin sculpture honors perseverance, makes history. In: Colorado State University, College News vom 15. September 2021.
14. ↑  Temple Grandin sculpture honors perseverance, makes history. Abgerufen am 20. Juni 2024.
15. ↑  About Us – Temple Grandin School. Abgerufen am 3. März 2023 (amerikanisches Englisch).
16. ↑  Temple-Grandin-Schule. Abgerufen am 3. März 2023 (deutsch).
17. ↑  Fritz Wollenberg: Friedrichshain  – vertraut und doch geheimnisvoll. Spaziergang 2: Weberwiese-Kiez. Verlag Fritz Wollenberg, Berlin 2022, ISBN 978-3-9823965-3-8, S. 36 und 81–83.
18. ↑  Claire Danes, Julia Ormond, David Strathairn: Temple Grandin. HBO Films, Ruby Films, Gerson Saines Productions, 23. Dezember 2011, abgerufen am 20. Juni 2024.

| Personendaten    | Personendaten                                                                                                |
| ---------------- | --- |
| NAME             | Grandin, Temple                                                                                              |
| ALTERNATIVNAMEN  | Grandin, M. Temple                                                                                           |
| KURZBESCHREIBUNG | US-amerikanische Spezialistin für den Entwurf von Anlagen für die kommerzielle Tierhaltung, Savant, Autistin |
| GEBURTSDATUM     | 29. August 1947                                                                                              |
| GEBURTSORT       | Boston |